# الرياينة المعلق
قرية الرياينة المعلق هي إحدى القرى التابعة لمركز طما بمحافظة سوهاج في جمهورية مصر العربية. حسب إحصاءات سنة 2006، بلغ إجمالي السكان في الرياينة المعلق 6967 نسمة، منهم 3668 رجل و3299 امرأة.